# Рюдіґер Геннінґ
Рюдіґер Геннінґ (нім. Rüdiger Henning, 5 листопада 1943 — 2 жовтня 2024) — німецький академічний веслувальник.
Олімпійський чемпіон 1968 року в складі вісімки.
Чемпіон світу 1966 року в складі вісімки.
Чемпіон Європи 1967 року в складі вісімки, срібний призер 1965 року в складі розпашної четвірки зі стерновим.